# Pittura longobarda

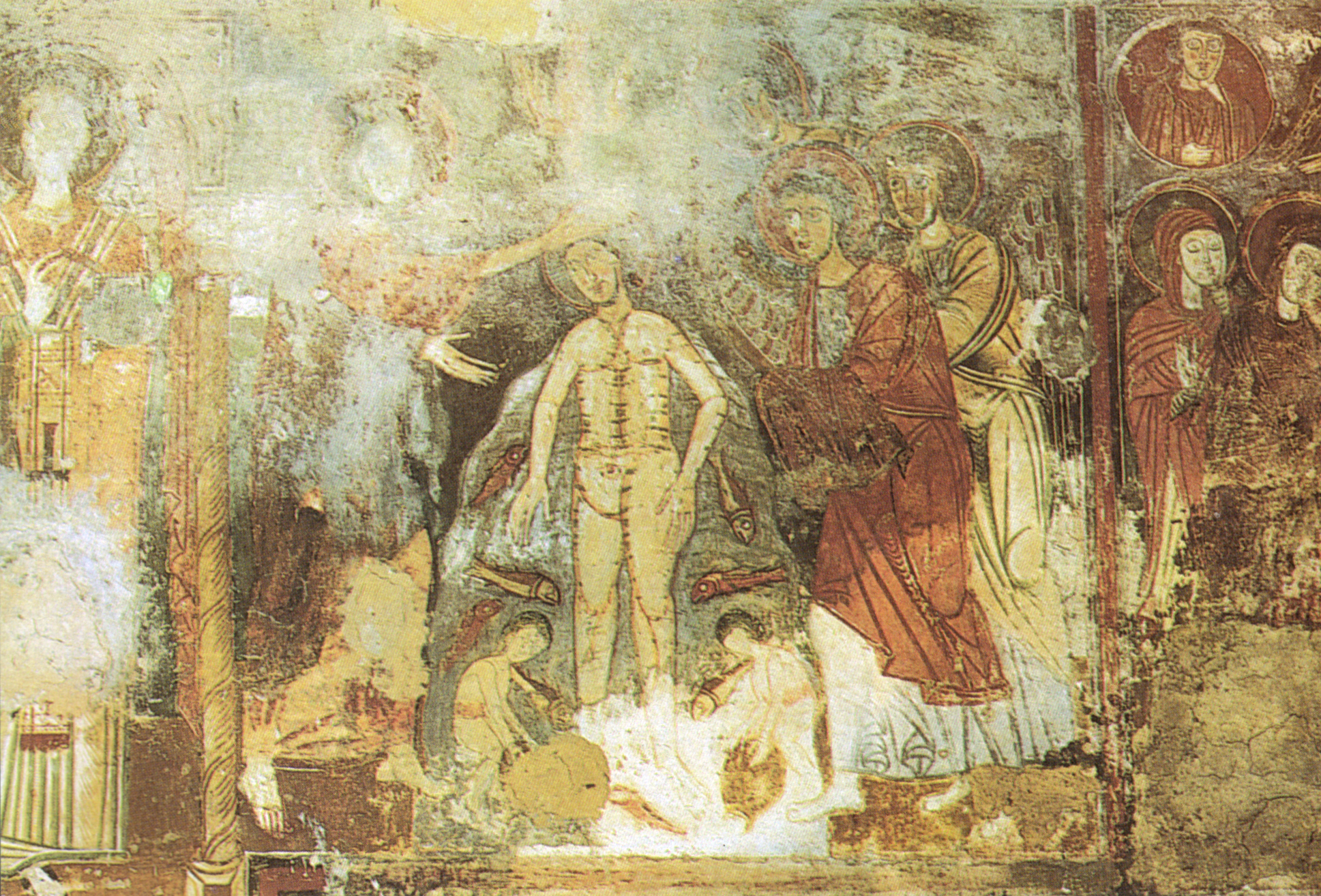
Battesimo di Cristo, affresco del ciclo della Grotta di San Michele, IX secolo. Olevano sul Tusciano.

La pittura longobarda è costituita dall'insieme delle opere pittoriche realizzate in Italia durante il regno dei Longobardi (568-774), con residuale permanenza nell'Italia meridionale fino al X-XI secolo (Langobardia Minor), indipendentemente dall'origine etnica (tra l'altro, spesso impossibile da definire) dei vari artefici.
Un insieme di sette luoghi densi di testimonianze architettoniche, pittoriche e scultoree dell'arte longobarda, compreso nel sito seriale "Longobardi in Italia: i luoghi del potere", è stato inscritto alla Lista dei patrimoni dell'umanità dell'UNESCO nel giugno 2011.

## Opere
Tra i rari esempi di arte di epoca longobarda sopravvissuti ai secoli, spiccano gli affreschi della chiesa di Santa Maria foris portas a Castelseprio, in provincia di Varese. Anche se è improbabile l'origine etnica longobarda dell'autore, la sua opera, compiuta nell'VIII o nel IX secolo, resta un'alta e originale espressione dell'arte sviluppata nel regno longobardo. Gli affreschi, rinvenuti casualmente nel 1944, rappresentano scene dell'infanzia di Cristo ispirate, sembra, soprattutto ai Vangeli apocrifi. Sorprendente è la tecnica compositiva, che lascia emergere una sorta di schema prospettico di diretta ascendenza classica, oltre a un chiaro realismo nella rappresentazione di ambienti, figure umane e animali. Il ciclo di affreschi testimonia così la permanenza, in tarda età longobarda, di elementi artistici classici sopravvissuti all'innesto della concezione germanica dell'arte, priva di attenzione ai risvolti prospettici e naturalistici e più concentrata sul significato simbolico delle rappresentazioni. Anche dal punto di vista dei contenuti simbolici il ciclo esprime una visione della religione perfettamente congruente con l'ultima fase del regno longobardo; eliminata - almeno nominalmente - la concezione di Cristo ariana, quella messa in luce dagli affreschi di Castelseprio è specificamente cattolica, poiché insiste nel ribadire la consustanzialità delle due nature - umana e divina - del Figlio di Dio.
Diversi esempi di pittura di epoca longobarda si sono conservati anche in Langobardia Minor. Una testimonianza è costituita dal ciclo pittorico nella cripta del monastero di San Vincenzo al Volturno (fondato alla fine dell'VIII secolo), risalente al tempo dell'abate Epifanio (824-842). Altri esempi di pittura longobarda si trovano nella grotta di San Biagio a Castellammare di Stabia; nella chiesa dei Santi Rufo e Carponio a Capua; nella Grotta di San Michele a Olevano sul Tusciano; nelle chiese di Santa Maria de Lama, Sant'Andrea della Lama e San Pietro a Corte a Salerno; nella chiesa di Santa Sofia, nella pseudocripta del duomo e nella cripta di San Marco dei Sabariani a Benevento; nel Tempietto di Seppannibale a Fasano e nella cripta del Peccato Originale a Matera.